# Don Head (ishockeyspelare)
Donald Charles "Don" Head, född 30 juni 1933 i York i Ontario, är en kanadensisk före detta ishockeyspelare.
Head blev olympisk silvermedaljör i ishockey vid vinterspelen 1960 i Squaw Valley.